# Општина Хорђешти (Бакау)
Хорђешти (рум. Horgeşti) општина је у Румунији у округу Бакау.
Oпштина се налази на надморској висини од 148 m.